# Cerimonie dei premi Oscar
Questa è una lista delle cerimonie dei premi Oscar.

## Luogo
- 1929: Holliwood Roosevelt Hotel
- 1930-1943: Alternativamente l'Hotel Ambassador ed il Biltmore Hotel Millennium
- 1944-1946: Grauman's Chinese Theatre
- 1947-1948: Shrine Auditorium
- 1949: Academy Award Theater
- 1950-1960: Pantages Theater
- 1961-1967: Santa Monica Civic Auditorium
- 1968-1987: Dorothy Chandler Pavilion, Los Angeles Music Center
- 1988-2001: Alternativamente il Los Angeles Music Center e lo Shrine Auditorium
- 2002-2020; 2022-oggi: Dolby Theatre (già Kodak Theatre)
- 2021: Stazione di Los Angeles Union[1]

## Cerimonie
Nella lista appare, oltre al numero della cerimonia, la data ed i presentatori della serata, anche gli anni d'uscita dei film in lista per i premi; secondo le regole dell'Academy, infatti, un film può essere giudicato in concorso per gli Oscar se uscito l'anno solare precedente nelle sale cinematografiche statunitensi. In alcuni casi, soprattutto nelle prime edizioni, si è tenuto conto dei film usciti nei due anni precedenti.
Nel 1930 si sono svolte due diverse cerimonie, una in aprile e un'altra in novembre, riferite a due diversi binomi di anni (rispettivamente 1928/1929 - 1929/1930), mentre non si è tenuta nessuna cerimonia nel corso del 1933.
| Edizione | Anno dei film candidati | Data della cerimonia | Presentatore/i                                                           | Miglior film                                |
| -------- | ----------------------- | -------------------- | ------------------------------------------------------------------------ | ------------------------------------------- |
| 1ª       | 1927-1928               | 16 maggio 1929       | Douglas Fairbanks William C. deMille                                     | Ali                                         |
| 2ª       | 1928-1929               | 3 aprile 1930        | William C. deMille                                                       | La canzone di Broadway                      |
| 3ª       | 1929-1930               | 5 novembre 1930      | Conrad Nagel                                                             | All'ovest niente di nuovo                   |
| 4ª       | 1930-1931               | 10 novembre 1931     | Lawrence Grant                                                           | I pionieri del West                         |
| 5ª       | 1931-1932               | 18 novembre 1932     | Lionel Barrymore                                                         | Grand Hotel                                 |
| 6ª       | 1932-1933               | 16 marzo 1934        | Will Rogers                                                              | Cavalcata                                   |
| 7ª       | 1934                    | 27 febbraio 1935     | Irwin S. Cobb                                                            | Accadde una notte                           |
| 8ª       | 1935                    | 5 marzo 1936         | Frank Capra                                                              | La tragedia del Bounty                      |
| 9ª       | 1936                    | 4 marzo 1937         | George Jessel                                                            | Il paradiso delle fanciulle                 |
| 10ª      | 1937                    | 10 marzo 1938        | Bob Burns                                                                | Emilio Zola                                 |
| 11ª      | 1938                    | 23 febbraio 1939     | nessuno                                                                  | L'eterna illusione                          |
| 12ª      | 1939                    | 29 febbraio 1940     | Bob Hope                                                                 | Via col vento                               |
| 13ª      | 1940                    | 27 febbraio 1941     | Bob Hope                                                                 | Rebecca - La prima moglie                   |
| 14ª      | 1941                    | 26 febbraio 1942     | nessuno                                                                  | Com'era verde la mia valle                  |
| 15ª      | 1942                    | 4 marzo 1943         | Bob Hope                                                                 | La signora Miniver                          |
| 16ª      | 1943                    | 2 marzo 1944         | Jack Benny                                                               | Casablanca                                  |
| 17ª      | 1944                    | 15 marzo 1945        | Bob Hope John Cromwell                                                   | La mia via                                  |
| 18ª      | 1945                    | 7 marzo 1946         | Bob Hope James Stewart                                                   | Giorni perduti                              |
| 19ª      | 1946                    | 13 marzo 1947        | Jack Benny                                                               | I migliori anni della nostra vita           |
| 20ª      | 1947                    | 20 marzo 1948        | nessuno                                                                  | Barriera invisibile                         |
| 21ª      | 1948                    | 24 marzo 1949        | Robert Montgomery                                                        | Amleto                                      |
| 22ª      | 1949                    | 23 marzo 1950        | Paul Douglas                                                             | Tutti gli uomini del re                     |
| 23ª      | 1950                    | 29 marzo 1951        | Fred Astaire                                                             | Eva contro Eva                              |
| 24ª      | 1951                    | 20 marzo 1952        | Danny Kaye                                                               | Un americano a Parigi                       |
| 25ª      | 1952                    | 19 marzo 1953        | Bob Hope Conrad Nagel                                                    | Il più grande spettacolo del mondo          |
| 26ª      | 1953                    | 25 marzo 1954        | Donald O'Connor Fredric March                                            | Da qui all'eternità                         |
| 27ª      | 1954                    | 30 marzo 1955        | Bob Hope Thelma Ritter                                                   | Fronte del porto                            |
| 28ª      | 1955                    | 21 marzo 1956        | Jerry Lewis Claudette Colbert Joseph L. Mankiewicz                       | Marty, vita di un timido                    |
| 29ª      | 1956                    | 27 marzo 1957        | Jerry Lewis Celeste Holm                                                 | Il giro del mondo in 80 giorni              |
| 30ª      | 1957                    | 26 marzo 1958        | Bob Hope David Niven James Stewart Jack Lemmon Rosalind Russell          | Il ponte sul fiume Kwai                     |
| 31ª      | 1958                    | 6 aprile 1959        | Bob Hope David Niven Tony Randall Mort Sahl Laurence Olivier Jerry Lewis | Gigi                                        |
| 32ª      | 1959                    | 4 aprile 1960        | Bob Hope                                                                 | Ben-Hur                                     |
| 33ª      | 1960                    | 17 aprile 1961       | Bob Hope                                                                 | L'appartamento                              |
| 34ª      | 1961                    | 9 aprile 1962        | Bob Hope                                                                 | West Side Story                             |
| 35ª      | 1962                    | 8 aprile 1963        | Frank Sinatra                                                            | Lawrence d'Arabia                           |
| 36ª      | 1963                    | 13 aprile 1964       | Jack Lemmon                                                              | Tom Jones                                   |
| 37ª      | 1964                    | 5 aprile 1965        | Bob Hope                                                                 | My Fair Lady                                |
| 38ª      | 1965                    | 18 aprile 1966       | Bob Hope                                                                 | Tutti insieme appassionatamente             |
| 39ª      | 1966                    | 10 aprile 1967       | Bob Hope                                                                 | Un uomo per tutte le stagioni               |
| 40ª      | 1967                    | 10 aprile 1968       | Bob Hope                                                                 | La calda notte dell'ispettore Tibbs         |
| 41ª      | 1968                    | 14 aprile 1969       | nessuno                                                                  | Oliver!                                     |
| 42ª      | 1969                    | 7 aprile 1970        | nessuno                                                                  | Un uomo da marciapiede                      |
| 43ª      | 1970                    | 15 aprile 1971       | nessuno                                                                  | Patton, generale d'acciaio                  |
| 44ª      | 1971                    | 10 aprile 1972       | Helen Hayes Alan King Sammy Davis Jr. Jack Lemmon                        | Il braccio violento della legge             |
| 45ª      | 1972                    | 27 marzo 1973        | Carol Burnett Michael Caine Charlton Heston Rock Hudson                  | Il padrino                                  |
| 46ª      | 1973                    | 2 aprile 1974        | John Huston Burt Reynolds David Niven Diana Ross                         | La stangata                                 |
| 47ª      | 1974                    | 8 aprile 1975        | Sammy Davis Jr. Bob Hope Shirley MacLaine Frank Sinatra                  | Il padrino - Parte II                       |
| 48ª      | 1975                    | 29 marzo 1976        | Goldie Hawn Gene Kelly Walter Matthau Robert Shaw                        | Qualcuno volò sul nido del cuculo           |
| 49ª      | 1976                    | 28 marzo 1977        | Warren Beatty Ellen Burstyn Jane Fonda Richard Pryor                     | Rocky                                       |
| 50ª      | 1977                    | 3 aprile 1978        | Bob Hope                                                                 | Io e Annie                                  |
| 51ª      | 1978                    | 9 aprile 1979        | Johnny Carson                                                            | Il cacciatore                               |
| 52ª      | 1979                    | 14 aprile 1980       | Johnny Carson                                                            | Kramer contro Kramer                        |
| 53ª      | 1980                    | 31 marzo 1981        | Johnny Carson                                                            | Gente comune                                |
| 54ª      | 1981                    | 29 marzo 1982        | Johnny Carson                                                            | Momenti di gloria                           |
| 55ª      | 1982                    | 11 aprile 1983       | Liza Minnelli Dudley Moore Richard Pryor Walter Matthau                  | Gandhi                                      |
| 56ª      | 1983                    | 9 aprile 1984        | Johnny Carson                                                            | Voglia di tenerezza                         |
| 57ª      | 1984                    | 25 marzo 1985        | Jack Lemmon                                                              | Amadeus                                     |
| 58ª      | 1985                    | 24 marzo 1986        | Alan Alda Jane Fonda Robin Williams                                      | La mia Africa                               |
| 59ª      | 1986                    | 31 marzo 1987        | Chevy Chase Goldie Hawn Paul Hogan                                       | Platoon                                     |
| 60ª      | 1987                    | 11 aprile 1988       | Chevy Chase                                                              | L'ultimo imperatore                         |
| 61ª      | 1988                    | 29 marzo 1989        | nessuno                                                                  | Rain Man - L'uomo della pioggia             |
| 62ª      | 1989                    | 26 marzo 1990        | Billy Crystal                                                            | A spasso con Daisy                          |
| 63ª      | 1990                    | 25 marzo 1991        | Billy Crystal                                                            | Balla coi lupi                              |
| 64ª      | 1991                    | 30 marzo 1992        | Billy Crystal                                                            | Il silenzio degli innocenti                 |
| 65ª      | 1992                    | 29 marzo 1993        | Billy Crystal                                                            | Gli spietati                                |
| 66ª      | 1993                    | 21 marzo 1994        | Whoopi Goldberg                                                          | Schindler's List - La lista di Schindler    |
| 67ª      | 1994                    | 27 marzo 1995        | David Letterman                                                          | Forrest Gump                                |
| 68ª      | 1995                    | 25 marzo 1996        | Whoopi Goldberg                                                          | Braveheart - Cuore impavido                 |
| 69ª      | 1996                    | 24 marzo 1997        | Billy Crystal                                                            | Il paziente inglese                         |
| 70ª      | 1997                    | 23 marzo 1998        | Billy Crystal                                                            | Titanic                                     |
| 71ª      | 1998                    | 21 marzo 1999        | Whoopi Goldberg                                                          | Shakespeare in Love                         |
| 72ª      | 1999                    | 26 marzo 2000        | Billy Crystal                                                            | American Beauty                             |
| 73ª      | 2000                    | 25 marzo 2001        | Steve Martin                                                             | Il gladiatore                               |
| 74ª      | 2001                    | 24 marzo 2002        | Whoopi Goldberg                                                          | A Beautiful Mind                            |
| 75ª      | 2002                    | 23 marzo 2003        | Steve Martin                                                             | Chicago                                     |
| 76ª      | 2003                    | 29 febbraio 2004     | Billy Crystal                                                            | Il Signore degli Anelli - Il ritorno del re |
| 77ª      | 2004                    | 27 febbraio 2005     | Chris Rock                                                               | Million Dollar Baby                         |
| 78ª      | 2005                    | 5 marzo 2006         | Jon Stewart                                                              | Crash - Contatto fisico                     |
| 79ª      | 2006                    | 25 febbraio 2007     | Ellen DeGeneres                                                          | The Departed - Il bene e il male            |
| 80ª      | 2007                    | 24 febbraio 2008     | Jon Stewart                                                              | Non è un paese per vecchi                   |
| 81ª      | 2008                    | 22 febbraio 2009     | Hugh Jackman                                                             | The Millionaire                             |
| 82ª      | 2009                    | 7 marzo 2010         | Steve Martin Alec Baldwin                                                | The Hurt Locker                             |
| 83ª      | 2010                    | 27 febbraio 2011     | James Franco Anne Hathaway                                               | Il discorso del re                          |
| 84ª      | 2011                    | 26 febbraio 2012     | Billy Crystal                                                            | The Artist                                  |
| 85ª      | 2012                    | 24 febbraio 2013     | Seth MacFarlane                                                          | Argo                                        |
| 86ª      | 2013                    | 2 marzo 2014         | Ellen DeGeneres                                                          | 12 anni schiavo                             |
| 87ª      | 2014                    | 22 febbraio 2015     | Neil Patrick Harris                                                      | Birdman                                     |
| 88ª      | 2015                    | 28 febbraio 2016     | Chris Rock                                                               | Il caso Spotlight                           |
| 89ª      | 2016                    | 26 febbraio 2017     | Jimmy Kimmel                                                             | Moonlight                                   |
| 90ª      | 2017                    | 4 marzo 2018         | Jimmy Kimmel                                                             | La forma dell'acqua - The Shape of Water    |
| 91ª      | 2018                    | 24 febbraio 2019     | nessuno                                                                  | Green Book                                  |
| 92ª      | 2019                    | 9 febbraio 2020      | nessuno                                                                  | Parasite                                    |
| 93ª      | 2020                    | 25 aprile 2021       | nessuno                                                                  | Nomadland                                   |
| 94ª      | 2021                    | 27 marzo 2022        | Regina Hall Amy Schumer Wanda Sykes                                      | CODA - I segni del cuore                    |
| 95ª      | 2022                    | 12 marzo 2023        | Jimmy Kimmel                                                             | Everything Everywhere All at Once           |
| 96ª      | 2023                    | 10 marzo 2024        | Jimmy Kimmel                                                             | Oppenheimer                                 |
| 97ª      | 2024                    | 2 marzo 2025         | Conan O'Brien                                                            | Anora                                       |
| 98ª      | 2025                    | 15 marzo 2026        | Conan O'Brien                                                            | TBD                                         |

## Conduttori di più cerimonie
Le seguenti persone hanno presentato o co-presentato la cerimonia degli Oscar in due o più occasioni.
| Conduttore      | Cerimonie |
| --------------- | --------- |
| Bob Hope        | 19        |
| Billy Crystal   | 9         |
| Johnny Carson   | 5         |
| Whoopi Goldberg | 4         |
| Jimmy Kimmel    | 4         |
| Jack Lemmon     | 4         |
| Jerry Lewis     | 3         |
| Steve Martin    | 3         |
| Conrad Nagel    | 3         |
| David Niven     | 3         |
| Jack Benny      | 2         |
| Chevy Chase     | 2         |
| Sammy Davis Jr. | 2         |
| Ellen DeGeneres | 2         |
| Jane Fonda      | 2         |
| Goldie Hawn     | 2         |
| Walter Matthau  | 2         |
| Conan O'Brien   | 2         |
| Richard Pryor   | 2         |
| Chris Rock      | 2         |
| Frank Sinatra   | 2         |
| James Stewart   | 2         |
| Jon Stewart     | 2         |